# Rozhlas a televízia Slovenska
Rozhlas a televízia Slovenska ou RTVS (en français : Radio et télévision de Slovaquie) est un groupe de radio et de télévision appartenant à l'État slovaque.
Le groupe est dirigé par Václav Mika (sk). Son siège se situe dans la capitale slovaque, Bratislava.

## Histoire
Le groupe est né le 1er janvier 2011 de la fusion des deux sociétés audiovisuelles publiques : Slovenská televízia (télévision) et Slovenský rozhlas (radio).

## Activités

### Stations de radio
RTVS possède 6 stations de radio :
| Station | Date de création |
| --- | ---------------- |
| Rádio Slovensko (FM) Station généraliste. | 1er janvier 1993 |
| Rádio Regina (FM) Station à vocation régionale, avec antennes locales à Bratislava, Banská Bystrica et Košice.                                                                           | ?                |
| Rádio Devín (FM) Station axée sur la culture (musique, théâtre et littérature). | ?                |
| Rádio FM (FM) Station consécrée à la musique alternative. | ?                |
| Rádio Patria (AM) Station destinée aux minorités ethniques de Slovaquie. Diffusion en hongrois, ukrainien, ruthène, allemand, polonais et tchèque.                                       | ?                |
| Radio Slovaquie Internationale (AM) Station internationale, destinée aux expatriés de Slovaquie et aux étrangers. Diffusion en anglais, français, russe, allemand, espagnol et slovaque. | 4 janvier 1993   |

Le groupe audiovisuel public possède également trois radios diffusées exclusivement sur Internet :
| Station                                                                            | Date de création |
| ---------------------------------------------------------------------------------- | ---------------- |
| Rádio Pyramída (anciennement Rádio Klasika) Station axée sur la musique classique. | 2009             |
| Rádio Litera Station axée sur la littérature.                                      | 2009             |
| Rádio Junior Station destinée aux enfants de moins de 10 ans.                      | septembre 2010   |

### Chaînes de télévision
Le groupe possède trois chaînes de télévision :
| Logo | Chaîne | Date de création                                                   |
| ---- | --- | ------------------------------------------------------------------ |
|      | Jednotka ((fr) La Une) Chaîne généraliste. | 3 novembre 1956                                                    |
|      | Dvojka ((fr) La Deux) Chaîne généraliste. | 10 mai 1970                                                        |
|      | Trojka ((fr) La Trois) Chaîne thématique consacrée aux archives télévisuelles. La première version de la chaîne était axée sur le sport et était diffusée entre le 8 août 2008 et le 30 juin 2011. | 8 août 2008 (Première version) 22 décembre 2019 (Deuxième version) |